# オリエンタル (食品メーカー)
株式会社オリエンタルは、カレー、香辛料などの製造・販売を行っている日本の食品メーカーである。
登記上の本店は愛知県名古屋市中村区亀島、本社事務所と工場は同県稲沢市にある。

## 概要
1913年（大正2年）に名古屋市中区大須で、星野益一郎は兄である星野耕太郎らと共に、輸入食品商社の東洋食品（後のオリエンタルコーヒー商）を創業した。大戦中までは、食品の販売を手掛けていた。
益一郎は終戦後、新たな事業を模索し、カレー（カレーライス）が家庭料理に普及しつつある事に着目した。当時のカレーはまず小麦粉を油で炒り、カレー粉を加えてルウを作るところから始めていたため、「その手間を省き、調理を簡単に出来れば売れる」と考え、粉末状のカレールウであるオリエンタル即席カレーを商品化させた。
その後、兄は「コーヒー」、弟は「カレー」と別々の道を歩む事となり、益一郎は1945年（昭和20年）に名古屋市中村区椿町で個人創業した。1953年（昭和28年）に株式会社オリエンタルとして法人化した。
オリエンタルの由来は、東洋食品の東洋を「東洋風の」カレーの意味合いも含めて英語読みにしたものである。因みに東洋食品は1922年（大正11年）に「東洋商会」への社名変更を経て、カレーのオリエンタルに遅れる事20年後の1965年（昭和40年）にオリエンタルコーヒー商となり、コーヒー豆焙煎などの輸入食品商社と不動産業を経営していたが、2018年（平成30年）に破産した。
個人創業の時代は妻と2人で商品をリヤカーに積み、チンドン屋先導で売り歩く商法を取った。あんパンが1個5円の時代に、5皿分1個35円と高価ながらも飛ぶように売れたという。法人化後の1953年（昭和28年）からは、踊りや大道芸など様々な芸人を宣伝カーに乗せ、興行とカレーの試食会を兼ねた斬新な宣伝活動で、オリエンタル坊やのキャラクターのスプーンや風船を配るなど、全国各地を巡り、テレビやラジオの提供（がっちり買いまショウなど）やCMソングなどの広告宣伝で知名度を上げ、1961年（昭和36年）に販売部門を分離した株式会社オリエンタル洋行を設立して、全国各地へ販売網を拡大した。個人創業から工場化後も、職人による添加物が少ない自然なカレー作りに一貫してこだわり続け、1966年（昭和41年）に稲沢市へ工場移転後も受け継がれた。
1962年（昭和37年）には、インスタントカレー第二弾である容器入りのマースチャツネを付けたオリエンタルマースカレーを発売した。稲沢市の新工場のレトルト設備完成にともない、1969年（昭和44年）にスナックカレーを発売（販売終了）した。南利明出演のスナックカレーCMの「ハヤシもあるでよ〜」の名古屋弁フレーズは当時の流行語になった。1973年（昭和48年）に清涼飲料事業に進出した。グァバドリンクや炭酸飲料などを各地のオリエンタル洋行を通じて主に自動販売機などで販売された。

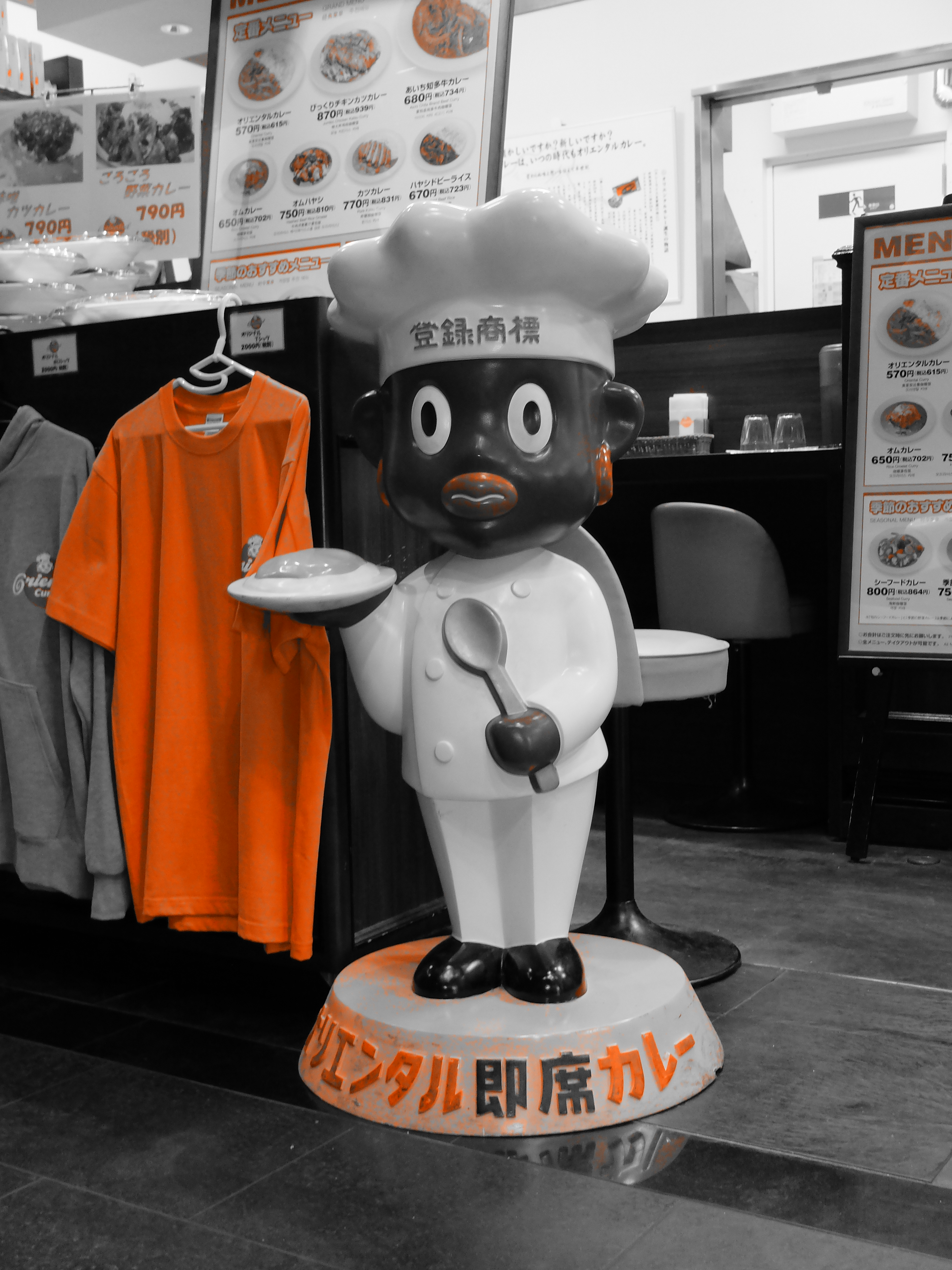
オリエンタルのマスコットキャラクター「オリエンタル坊や」

カレールウの固形化は戦後間もない頃から各社で試みられ、1952年（昭和27年）には大阪のベル食品工業から板チョコ状のベルカレールウが発売された。1960年代に入りライバル大手もこれに追随し、やがて固形ルウが主流となっていく。カレールウの固形化には、牛脂などの高融点の硬化油を用いるなど健康上の問題があったこともあり、オリエンタルは自然志向の食品に徹して固形化を行わなかった姿勢から、やがて苦戦を強いられ、1970年代 - 1990年代に掛けては、地元東海エリアを除き、全国的に縮小を余儀なくされた。
1990年代に入り、おもちゃコレクターの北原照久にオリエンタル坊やグッズが取り上げられ、2000年（平成12年）には、北原とオリエンタル坊やキャラクターとのコラボレーションが行われるなどのほか、かつての消費者がオリエンタルのカレーを懐かしむ声と再評価から、改めてカレー製品の全国販売が試みられ、東海エリア以外でも販売が再開されつつある。
近年はレトルトカレーなどの販売が主な事業となり、中日ドラゴンズマスコットのドアラカレーなどのご当地キャラクター、有名人とのコラボレーションや名古屋どてめしなど、地元ゆかりのレトルト商品や、男乃（おとこの）カレーなどの本格派のレトルトカレーも開発している。
その後、市場環境の変化により、2002年（平成14年）の清涼飲料事業からの撤退（グァバを除く）にともない、各地のオリエンタル洋行支店を閉鎖して本社と東京支店に集約した。飲料事業は、翌年、アシードへ譲渡した。
2002年（平成14年）、外食業に進出した。金沢に「ガネーシャ」を開店後、北陸の他、東海を中心にチェーン展開した。後に台湾、香港などの海外にも進出するなど、新たな道を歩んでいる。

## 沿革
- 1945年（昭和20年）11月 - 名古屋市中村区椿町にて創業者の星野益一郎が「オリエンタル 即席カレー」の製造・発売開始。
- 1953年（昭和28年） 1月 - 資本金150万円にて「株式会社オリエンタル」に組織を変更。
- 1954年（昭和29年） 5月 - 本社を名古屋市中村区亀島二丁目20番29号（現在地）に移転。CMソング「オリエンタルカレーの唄」（作詞：大高ひさを・作曲：平川浪竜・歌：山路智子を発表。テイチクレコードより発売。
- 1961年（昭和36年） - 販売部門を分離。オリエンタル洋行を設立。
- 1962年（昭和37年） - 「オリエンタル マースカレー」、および「オリエンタル マースハヤシ」発売開始。特にマースカレーはのちに同社の主力商品になる。
- 1966年（昭和41年） - 愛知県稲沢市大矢町高松にオリエンタル稲沢工場建設にともない工場を移転。
- 1969年（昭和44年） - レトルト食品分野に参入、「オリエンタル スナックカレー」、および「オリエンタル クッキングハヤシ」発売開始。テレビCMには関東地方を中心に喜劇俳優の南利明が出演、「ハヤシもあるでよ〜」という、名古屋弁のCMが大ヒット。
- 1973年（昭和48年） - 清涼飲料販売事業に参入、「グァバドリンク」発売開始。
- 1986年（昭和61年） 5月 - 創業者・星野益一郎死去。新社長に星野倶広が就任。
- 1987年（昭和62年） - 不動産管理のため、株式会社オリエンタル土地を設立。
- 2002年（平成14年）
  - 清涼飲料販売事業から撤退（グァバを除く）。それにともない、各地のオリエンタル洋行支店を閉鎖。翌年、アシードが承継。
  - 外食業に進出。スタイルカフェ「ガネーシャ」を金沢にオープン。
- 2004年（平成16年） - 外食部門で海外進出。台湾、香港などへの出店を始める(現在は自社出店はなくFCのみ)。海外進出に伴いオリエンタル土地を株式会社オリカ（現在のオリカ開発）に社名変更。
- 2014年（平成26年） - 星野倶広が会長に就任。

## 事業所
本店
愛知県名古屋市中村区亀島2-20-29
営業本部・工場
愛知県稲沢市大矢町高松1-1
東京支店
東京都品川区西五反田4-9-5

## 主な商品（現在・過去の商品を含む）
- オリエンタル 即席カレー （2025年現在発売されている一連の即席カレールウとしては最古参の商品であり、創業時より販売されている企業の原点といえる。2000年代以降に入ってからはレトルト版も販売）
- オリエンタル 即席ハヤシドビー （ハヤシライスルウ。業務用もあり。2000年代以降に入ってからはレトルト版も販売）
- オリエンタル 業務用直火焼即席カレー
- オリエンタル 業務用直火焼ホワイトルウ
- オリエンタル 業務用直火焼ハヤシドビー
- オリエンタル 給食用直火焼即席カレー（業務用のみ。業務用直火焼即席カレーと異なりカラメルは未使用）
- オリエンタル 業務用名古屋カレーうどんの素
- マースカレー （即席粉末タイプのカレールーとしては初めて調理中に別途で使用するマースチャツネが添付された商品。レトルト版も存在する）
- マースハヤシ （かつては粉末タイプのルーとして販売されていたが、現在ではレトルト版のみの販売となる）
- マースカレーゴールド （マースカレーのプレミアム版。直火焼によるチャツネの入ったフレークタイプのルウを用いる）
- 生乃（なまの）カレー （レトルトタイプ）
- 男乃（おとこの）カレー （レトルトタイプ）
- 名古屋カレーうどんの素
- 農家のカレー （レトルトタイプ）
- 激カレー （レトルトタイプ）
- なにわの牛すじ黒カレー （レトルトタイプ）
- 野菜たっぷりさらさらカレー（レトルトタイプ）
- あいちの牛肉どてカレー
- 肉味噌カレー
- ドアラカレー（レトルトタイプ。中日ドラゴンズ承認済/廃盤）
  - 『こどもって、甘口』
  - 『おとなって、辛口』
  - 『あいだをとって、中辛』
- あんかけスパゲッティーソース （レトルトタイプ）
- 名古屋どてめし（レトルトタイプ）
- オリエンタル グァバ （果汁入り清涼飲料）
- マースチャツネ
- シナモンシュガー
- 華麗なるスパイス
- ハンバーグカレー （レトルトタイプ）
- ソースっね。 （レトルトタイプ）
- ハニーマンゴカレー
- マツケンカレー （レトルトタイプ）
俳優で歌手の松平健（愛知県豊橋市出身）とのコラボレーションによる製品。松平の最新シングル「マツケン・マハラジャ / マツケンカレー」の発売（2011年（平成23年）11月2日）を記念しての期間限定品。パッケージは「マースカレー」のロゴ部分の「マース」を「マツケン」に替え、インド人姿の松平の写真が掲げられている。2012年10月を以って販売終了となった。
- 韓流オモニのカレー （レトルトタイプ）
2012年8月下旬発売。その名の通り韓国の食卓で食べられている韓国風スタイルのカレーを忠実に再現している。
- いなッピー銀杏カレー （レトルトタイプ）
- いなッピー銀杏クリームシチュー （レトルトタイプ）
- いなッピー銀杏トマトパスタ ソース （レトルトタイプ）
- いなッピー銀杏どて煮 （レトルトタイプ）
- 138ひつじカレー中辛（レトルトタイプ）
- 138ひつじカレーオリエンタルマースカレータイプ（レトルトタイプ）
- スナックカレー （レトルトタイプ）
1969年に発売開始。1980年代半ば頃に[要出典]一旦販売終了となるが2013年10月1日より復刻版（期間限定品）として再発売。
- クッキングハヤシ （レトルトタイプ）
スナックカレー同様、1969年に発売開始。1980年代半ば頃に一旦販売終了となるが2013年10月1日より復刻版（期間限定品）として再発売。
- 香り薫るカレールウ
2014年10月より発売開始。フレークタイプのプレミアム系即席カレールー。
- レルヒさんカレー
新潟県内限定発売。県内3箇所で収穫されたコシヒカリの米粉を配合し、それぞれ種類を分けて販売している。
- 台湾カレーミンチ
- 台湾魯肉飯
- 台湾鶏肉飯

## グッズ
- 携帯ストラップ
- キーホルダー
- バンダナ

## 店舗
オリエンタルカレー店舗情報による。
高速道路サービスエリア店舗
豊田上郷SA
刈谷ハイウェイオアシス
オリエンタルカレー本舗 養老SA下り店
牧之原SA（上り）
そのほか台湾に2店舗。

### かつて存在していた店舗
ガネーシャ
金沢店 - 2002年に開店、2012年8月25日に閉店。
オリエンタルキッチン

セントレア店／2018年閉店
オリエンタルダイナー
USJ店／閉店済
オリエンタルカレー（2015年閉店）
栄店（FC 2012年2月10日オープン その後閉店）

## 関連会社
- オリカ開発 - 不動産管理子会社。オリエンタルの外食店をチェーン展開。
- オリエンタル洋行 - 販売子会社。

## 広告

### 提供番組
- がっちり買いまショウ（毎日放送・NET→TBS系列）
- どんぐり音楽会（CBCテレビ）
- 超特急ファミリーマッチ（東海テレビ）
- 東海ラジオ ガッツナイター

### CM出演者
- 河原龍夫 - グァバ CMソング
- 南利明 (俳優)
- 市原悦子 - かつてCMのナレーションを行った。
- 長谷川真弓 - カレールー「ハニーマンゴカレー」のCMに出演していた。
- 夢路いとし・喜味こいし
- 蟹江篤子 - 元東海ラジオアナウンサー。スポットCMに出演。
- タクマ (タレント) - スポットCMに出演。